# Яковлев, Григорий Георгиевич
Григорий Георгиевич Яковлев (1927—2013) — советский работник речного флота (Советского Дунайского речного пароходства), Герой Социалистического Труда (1960). Был последним жителем Измаила, носившем это звание.

## Биография
Родился 28 февраля 1927 года в селе Явкино. Был старшим сыном в многодетной семье.
С началом Великой Отечественной войны оставил школу и ушёл на трудовой фронт — в колхоз алтайского села Трезвоново, куда переехала семья Яковлевых перед войной. В 1943 году от полученных ранений скончался в госпитале его отец. В 1944 году семья Яковлевых вернулась в Николаевскую область.
В 1945 году Яковлев поступил в Николаевскую мореходную школу, а в 1946 году переехал в Измаил — с направлением в Советское Дунайское пароходство. Начал трудовой путь с матроса 1-го класса, впоследствии стал капитаном всех групп судов речного флота.
В конце 1959 года для выполнения особого правительственного задания возглавил экипаж баржи СДГП-1053. Следуя за морским буксиром «Оперативный» в сложных морских условиях совершил рейс из Чёрного моря в Красное (из Одессы в порт Ходейда). Затем в составе группы советских специалистов в течение года участвовал в строительстве в Йемене порта Ходейда и подходного канала к нему.
В 1960-е годы Яковлев в течение более восьми лет трудился в румынском порту Джурджу в качестве представителя Дунайского пароходства.
Принимал активное участие в общественной жизни — дважды избирался депутатом Измаильского горсовета, был членом городского комитета КПСС и ЦК профсоюза морского флота СССР, участвовал в различных форумах страны и конференциях, а также активно встречался с учащейся молодёжью и ветеранами города.
Умер 14 сентября 2013 года в городе Измаил.

## Награды
- Указом Президиума Верховного Совета СССР от 3 августа 1960 года за выдающиеся успехи в деле развития морского транспорта СССР Григорию Яковлеву присвоено звание Героя Социалистического Труда.
- Награждён орденом Ленина и другими орденами и медалями, а также правительственными наградами Болгарии
- Почётный работник морского флота СССР и Почетный работник пароходства (1954).
- Почетный гражданин города Лом (Болгария).